# Premijer Liga
Premijer Liga BiH este cea mai importantă competiție fotbalistică din Bosnia și Herțegovina.

## Istorie
În timpul războiului din Bosnia și Herțegovina, Asociația de Fotbal din Bosnia și Herțegovina a organizat primul campionat de fotbal, de la obținerea independenței față de Iugoslavia. Competiția a avut loc în sezonul 1994-95, într-un teritoriu în care nu existau conflicte, iar cele 22 de echipe au fost împărțite în patru grupe: grupa Jablanica (6 echipe), grupa Sarajevo (6 echipe), grupa Tuzla (6 echipe) și grupa Zenica (4 echipe). Primele două echipe din fiecare grupă au jucat un play-off pentru a intra în grupa finală. Grupa finală a fost formată în cele din urmă din 4 echipe, fiecare echipă jucând câte un meci. Câștigătorul primului sezon al ligii de fotbal din Bosnia și Herțegovina a fost Čelik din Zenica . Câștigătorii grupelor au jucat turneul final la Zenica, unde prima campioană a Bosniei și Herțegovinei a devenit echipa gazdă, NK Čelik (Oțelul Zenica).
În sezonul următor (1995-96), a fost înființată o ligă regulată, la care au participat 16 cluburi de pe teritoriul Bosniei și Herțegovinei, din orașe care se aflau sub controlul Armatei Republicii Bosnia și Herțegovina în timpul războiului. NK Čelik și-a apărat cu succes titlul de campioană.
Sezonul 1996-97 al Primei Ligi de Fotbal din Bosnia și Herțegovina a fost al treilea sezon al celei mai puternice competiții fotbalistice din Bosnia și Herțegovina. S-a păstrat numărul de 16 echipe care au participat la competiție. NK Čelik și-a apărat cu succes titlul de campioană și a devenit campioana Bosniei și Herțegovinei pentru a treia oară. 

### Calitatea de membru UEFA
În efortul de a deveni membră UEFA , Liga Națională de Fotbal din Bosnia și Herțegovina a început negocierile pentru fuzionarea celor trei ligi naționale într-una singură. Pentru a obține permisiunea de a participa la competiții organizate de UEFA, asociațiile naționale au trebuit să-și depășească diferențele și să creeze o Asociație comună de Fotbal și o ligă comună din care cluburile să se califice pentru competiții europene. După lungi negocieri din sezonul 1997/98 , s-a convenit asupra primului play-off pentru campioana Bosniei și Herțegovinei, cu intenția de a înființa o ligă comună în întreaga Bosnie și Herțegovină începând cu sezonul următor. Cu toate acestea, în ultimul moment, Asociația de Fotbal din Republica Srpska s-a retras, astfel încât doar cluburile din Liga Națională de Fotbal din Bosnia și Herțegovina și Liga Națională de Fotbal din Herceg-Bosna să joace în play-off. 
Sezonul 1997-98 al Primei Ligi de Fotbal din Bosnia și Herțegovina a fost al patrulea sezon al celei mai înalte competiții de fotbal din Bosnia și Herțegovina cu 18 echipe in competiție. După sezonul regulat s-a jucat un playoff cu 2 grupe(Sarajevo și Mostar) de 3 echipe fiecare. Câștigătoarele grupelor au jucat finala. În finală, jucată la Koševo pe 5 iunie 1998, s-au întâlnit FK Sarajevo și Željezničar Sarajevo, iar Željezničar a devenit prima campioană a ligii comune a Bosniei și Herțegovinei.
In sezonul 1998-99 s-a revenit la formatul cu 16 echipe. Din cauza conflictului din jurul stadionului Bijeli Brijeg din Mostar, play-off-ul din sezonul următor nu a fost jucat. FK Sarajevo a devenit campioană pentru prima dată.

### Intrarea cluburilor din Republica Srpska
După eșecul din 1999, un play-off între cluburi din Liga Națională a Bosniei și Herțegovinei și Asociația de Fotbal din Herțegovina s-a jucat tot în sezonul 1999/2000, iar primul titlu a fost câștigat de Brotnjo de la Čitluk. Pentru prima dată, finala Cupei Bosniei și Herțegovinei și play-off-ul pentru un loc în Cupa Intertoto s-au jucat împreună. Înainte de începerea sezonului 2000/01, asociațiile au ajuns la un acord, iar prima ligă comună la nivelul Federației Bosniei și Herțegovinei a fost înființată sub conducerea Asociației de Fotbal din Bosnia și Herțegovina. Un total de 22 de cluburi din Federația Bosniei și Herțegovinei au participat la aceasta.
După lungi negocieri și sub presiunea UEFA, în 2002, Asociația de Fotbal a Republicii Srpska a decis să se alăture unei competiții comune, numită Premier League din Bosnia și Herțegovina. 14 cluburi din Federația Bosnia și Herțegovina și 6 din Republica Srpska s-au alăturat ligii comune pentru prima dată de la sfârșitul războiului.

### Liga 12
În aprilie, Asociația de Fotbal din Bosnia și Herțegovina a decis ca, începând cu sezonul 2016/2017, Premier League din Bosnia și Herțegovina să fie formată din 12 cluburi, cu 22 de runde regulate, și apoi să fie împărțită într-o „Ligă a Campionatului” și o „Ligă de Supraviețuire” de 10 runde. Din 58 de delegați, 56 au votat în favoare , în timp ce doi s-au abținut. Acest format de competiție a fost folosit pentru sezonul 2017/18, dar din 2018/19, formatul a fost schimbat din nou la un sistem în trei runde, inspirat de tabelele Berger.

### Liga 10
În mai 2024, Asociația de Fotbal a votat în unanimitate extinderea Premijer League la 10 cluburi începând cu sezonul 2025-2026, folosind un sistem în patru runde și tabelele Berger.

## Clasamentul UEFA
Coeficientul UEFA pe 2020
- 39  (34)  Prima Ligă Macedoneană
- 40  (40)  Premijer Liga
- 41  (35)  Divizia Națională
- 42  (37)  League of Ireland
- 43  (38)  Veikkausliiga
- 44  (47)  Umaglesi Liga

## Cluburile participante în sezonul 2017-2018
| Echipa                  | Oras            | Stadion                    | Locuri |
| ----------------------- | --------------- | -------------------------- | ------ |
| FK Borac Banja Luka     | Banja Luka      | Gradski stadion Banja Luka | 9.730  |
| NK Čelik Zenica         | Zenica          | Bilino Polje               | 13.862 |
| NK GOŠK Gabela          | Gabela          | Podavala                   | 3.000  |
| FK Krupa                | Krupa na Vrbasu | Gradski stadion Krupa      | 2.000  |
| FK Mladost Doboj Kakanj | Doboj (Kakanj)  | MGM Farm Arena             | 3.000  |
| FK Radnik Bijeljina     | Bijeljina       | Gradski stadion Bijeljina  | 4.000  |
| FK Sarajevo             | Sarajevo        | Asim Ferhatović Hase       | 34.500 |
| FK Sloboda Tuzla        | Tuzla           | Tušanj                     | 7.500  |
| NK Široki Brijeg        | Široki Brijeg   | Pecara                     | 5.628  |
| NK Vitez                | Vitez           | Gradski stadion Vitez      | 3.000  |
| HŠK Zrinjski Mostar     | Mostar          | Bijeli Brijeg              | 15.000 |
| FK Željezničar Sarajevo | Sarajevo        | Grbavica                   | 13.449 |

## Campioanele Bosniei și Herțegovinei (1994-2000)
| Sezon     | Campioni           | Vice-campioni         | Locul trei       |
| --------- | ------------------ | --------------------- | ---------------- |
| 1994-95   | NK Čelik (1)       | FK Sarajevo           | NK Bosna Visoko  |
| 1995-96   | NK Čelik (2)       | FK Radnički Lukavac   | FK Sloboda Tuzla |
| 1996-97   | NK Čelik (3)       | FK Sarajevo           | NK Bosna Visoko  |
| 1997-98   | Željezničar (1)    | FK Sarajevo           | -                |
| 1998-99   | FK Sarajevo (1)    | NK Bosna Visoko       | FK Rudar Kakanj  |
| 1999-2000 | HNK Brotnjo Čitluk | FK Budućnost Banovići | -                |

## Campioanele Ligii Premijer
| Sezon    | Campioni          | Vice-campioni   | Locul trei        | Golgheter(i)                                 | Golgheter(i) |
| Sezon    | Campioni          | Vice-campioni   | Locul trei        | Jucător(i)                                   | Goluri       |
| -------- | ----------------- | --------------- | ----------------- | -------------------------------------------- | ------------ |
| 2000–011 | Željezničar (1)   | Brotnjo         | Sarajevo          | Dž. Muharemović (Željezničar)                | 31           |
| 2001–021 | Željezničar (2)   | Široki Brijeg   | Brotnjo           | Ivica Huljev (Željezničar)                   | 15           |
| 2002–03  | Leotar (1)        | Željezničar     | Sarajevo          | Emir Obuća (Sarajevo)                        | 24           |
| 2003–04  | Široki Brijeg (1) | Željezničar     | Sarajevo          | Alen Škoro (Sarajevo)                        | 20           |
| 2004–05  | Zrinjski (1)      | Željezničar     | Široki Brijeg     | Zoran Rajović (Zrinjski)                     | 17           |
| 2005–06  | Široki Brijeg (2) | Sarajevo        | Zrinjski          | Petar Jelić (Modriča)                        | 19           |
| 2006–07  | Sarajevo (1)      | Zrinjski        | Slavija           | Stevo Nikolić (Modriča) Dragan Benić (Borac) | 19           |
| 2007–08  | Modriča (1)       | Široki Brijeg   | Čelik Zenica      | Darko Spalević (Slavija)                     | 18           |
| 2008–09  | Zrinjski (2)      | Slavija         | Sloboda Tuzla     | Darko Spalević (Slavija)                     | 17           |
| 2009–10  | Željezničar (3)   | Široki Brijeg   | Borac             | Feđa Dudić (Travnik)                         | 16           |
| 2010–11  | Borac (1)         | Sarajevo        | Željezničar       | Ivan Lendrić (Zrinjski)                      | 16           |
| 2011–12  | Željezničar (4)   | Široki Brijeg   | Borac             | Eldin Adilović (Željezničar)                 | 19           |
| 2012–13  | Željezničar (5)   | Sarajevo        | Borac             | Emir Hadžić (Sarajevo)                       | 20           |
| 2013–14  | Zrinjski (3)      | Široki Brijeg   | Sarajevo          | Wagner Lago (Široki Brijeg)                  | 18           |
| 2014–15  | Sarajevo (2)      | Željezničar     | Zrinjski          | Riad Bajić (Željezničar)                     | 15           |
| 2015–16  | Zrinjski (4)      | Sloboda Tuzla   | Široki Brijeg     | Leon Benko (Sarajevo)                        | 17           |
| 2016–17  | Zrinjski (5)      | Željezničar     | Sarajevo          | Ivan Lendrić (Željezničar)                   | 19           |
| 2017–18  | Zrinjski (6)      | Željezničar (6) | Sarajevo (5)      |                                              |              |
| 2018–19  | Sarajevo (4)      | Zrinjski (2)    | Široki Brijeg (3) |                                              |              |
| 2019–202 | Sarajevo (5)      | Željezničar (7) | Zrinjski (3)      |                                              |              |
| 2020–21  | Borac (2)         | Sarajevo (7)    | Velež (1)         |                                              |              |
| 2021–22  | Zrinjski (7)      | Tuzla City (1)  | Borac (4)         |                                              |              |
| 2022–23  | Zrinjski (8)      | Borac (1)       | Željezničar (2)   |                                              |              |
| 2023–24  | Borac (3)         | Zrinjski (3)    | Velež (2)         |                                              |              |

1 Fără liga Republicii Srpska.
2 campionatul a fost suspendat în martie 2020 din cauza pandemiei de COVID-19; sezonul nu s-a mai reluat, iar clasamentul final a fost stabilit la 1 iunie 2020 pe baza unei medii de puncte pe meci.

## Performanța pe cluburi
| Club               | Campioni | Vicecampioni | Sezoane câștigătoare                                                            |
| ------------------ | -------- | ------------ | ------------------------------------------------------------------------------- |
| Zrinjski           | 9        | 2            | 2004–05, 2008–09, 2013–14, 2015–16, 2016–17, 2017–18, 2021–22, 2022–23, 2024–25 |
| Željezničar        | 6        | 7            | 1997-98, 2000–01, 2001–02, 2009–10, 2011–12, 2012–13                            |
| Sarajevo           | 5        | 4            | 1998-99, 2006–07, 2014–15, 2018–19, 2019–20                                     |
| Borac              | 3        | 2            | 2010–11, 2020–21, 2023–24                                                       |
| NK Čelik Zenica    | 3        | 0            | 1994-95, 1995-96, 1996-97                                                       |
| Široki Brijeg      | 2        | 5            | 2003–04, 2005–06                                                                |
| Modriča            | 1        | 0            | 2007–08                                                                         |
| Leotar             | 1        | 0            | 2002–03                                                                         |
| HNK Brotnjo Čitluk | 1        | 0            | 1999-2000                                                                       |

### Orașe
Următoarea listă enumeră campioanele în funcție de oraș; numărând din sezonul 2000-01, în care Prima Ligă Bosniacă este recunoscută de UEFA.
Actualizat în iunie 2025.
| Oraș          | Titluri | Cluburi campioane             |
| ------------- | ------- | ----------------------------- |
| Sarajevo      | 11      | Željezničar (6), Sarajevo (5) |
| Mostar        | 9       | Zrinjski (9)                  |
| Banja Luka    | 3       | Borac (3)                     |
| Zenica        | 3       | NK Čelik(3)                   |
| Široki Brijeg | 2       | Široki Brijeg (2)             |
| Trebinje      | 1       | Leotar (1)                    |
| Modriča       | 1       | Modriča (1)                   |
| Čitluk        | 1       | Brotnjo (1)                   |

## Vezi și
- Prima Ligă a Republicii Srpska